# Asiotmethis serricornis
Asiotmethis serricornis är en insektsart som först beskrevs av Fischer von Waldheim 1846.  Asiotmethis serricornis ingår i släktet Asiotmethis och familjen Pamphagidae. Inga underarter finns listade i Catalogue of Life.